# Aacheni Albert
Aacheni Albert, latin nevén Albertus vagy Albericus Aquensis (fl. 1100 körül) középkori történetíró és pap, az első keresztes hadjárat történetét elbeszélő Historia Hierosolymitanae expeditionis írója.

## Élete és munkássága
Aacheni Albert életéről semmilyen adat nem áll rendelkezésre azon kívül, hogy Aachenben volt előbb kanonok, később őrkanonok (canonicus et custos Aquensis ecclesie). Az, hogy Aachen környékén élt, bizonyosnak tűnik helyismeretéből és a környékről származó keresztesek iránt tanúsított érdeklődéséből, anyanyelvére ellenben már nem lehetséges következtetni. Keresztneve, az Albert avagy Adalbert nem szerepel a legkorábbról fennmaradt kéziraton, egy 13. századin tűnik fel először. Krónikája előszavában megemlíti, hogy maga is szerette volna felvenni a keresztet 1096-ban, ám mivel ez nem állt módjában, a keresztes háború történetének megírása mellett döntött. Minthogy az első keresztes hadjárat kezdetén fegyverre fogható korúnak kellett lennie, születését legkésőbb 1080 körülre lehet datálni.
Műve, a tizenkét könyvet tartalmazó, latin nyelvű Historia Hierosolymitanae expeditionis, röviden Historia Hierosolymitana (Jeruzsálemi történet) az első keresztes hadjárat leghosszabb és legrészletesebb krónikája. A Historia Hierosolymitana az 1095–1119 közötti időszakot öleli fel: első hat könyve a Jeruzsálemi Királyság létrejöttéig bezárólag történt eseményeket írja le, a 7–12. könyv pedig I. Balduin jeruzsálemi király teljes regnálásáról, illetve II. Balduin uralkodásának első két évéről számol be. A 12. könyv némiképp hirtelenül ér véget, az 1119. esztendő második felének eseményei – úgymint a jelentős ager sanguinis csata – már nem szerepelnek benne. Susan B. Edgington történész nem tartja kizártnak, hogy Aacheni Albert halála miatt szakadt félbe a krónika, esetleg hogy a kézirat utolsó oldalai elvesztek. Az egyes fejezetek előszavának megfogalmazásából, valamint szövegbeli utalásokból arra lehet következtetni, hogy az 1–6. könyv a benne foglaltakkal körülbelül egy időben íródott, míg a 7–12. könyv keletkezési ideje legkorábban 1119-re tehető; egy 1128–1130 közötti kolostori katalógus nagy valószínűséggel ezen könyveket is tartalmazza, tehát legkésőbb az 1119–1128 közötti időszakban íródhattak. A krónikából tizenhárom kódexpéldány maradt fent, közülük a legrégebbi 1158-ból származik.
Maga Aacheni Albert sosem járt a Szentföldön, feltételezések szerint az onnan hazatérő keresztes lovagok és zarándokok szemtanúi beszámolóit használta fel krónikájához. Aacheni Albert vélhetően nem ismerte a többi korabeli tudósítást – Foucher de Chartres, valamint Raymond d’Aguilers krónikáját, továbbá az ismeretlen szerzőjű Gesta Francorumot –, melyek gyakran egymásra hagyatkoznak; a Historia Hierosolymitana eltérő látásmódja ezért felbecsülhetetlen, ugyanakkor problematikusnak is bizonyulhat azon esetekben, amelyekben jelentősen eltér a többi műtől. Ellenben Aacheni Albert Historia Hierosolymitanája és Guibertus de Novigento krónikája, a Dei gesta per Francos bizonyos részletekben és a keresztes lovagokról szóló anekdotákban egyezést, de legalábbis szoros összecsengést mutat; erre több magyarázat és elképzelés született – például hozzáfértek egymás művéhez, közös krónikát, sanzonokat vagy szemtanúkat használtak forrásként. Szintúgy vannak hasonlóságok Aacheni Albert Historiája és a Chanson d’Antioche epikus költemény között; a történészek körében a 19. század óta vita tárgyát képezi, hogy Aacheni Albert merített a Chansonból, vagy fordítva, a Chanson alapul a latin krónikákon, többek között a Historia Hierosolymitanán. Susan B. Edgington 21. századi történész a Chanson első újkori kiadójával, Paulin Paris-val és Suzanne Duparc-Quiockal egyetértve azt valószínűsíti, hogy Aacheni Albert használta fel a Chansont, noha bizonyos félreértések arra utalnak, hogy csak hallomásból ismerte a költeményt, és nem állt rendelkezésére írott formában. A 19. században Bernhard Kugler felvetette, hogy Aacheni Albert egy elveszett lotaringiai krónikát dolgozhatott fel művében, de a rendelkezésre álló információk alapján ez nem tűnik valószínűnek.
Aacheni Albert rendszerint tárgyilagosan viszonyul a krónikában szereplőkhöz: nem jellemző rá sem a keresztesek iránti túlzott részrehajlás, sem a korban általános, bizánciakkal és muszlimokkal szembeni ellenszenv. Az elesett keresztesek mártíromságát alig hangsúlyozza. Más krónikások többnyire „frankokként” utaltak a keresztesek összességére, dacára annak, hogy a seregben a frankokon kívül normannok, németek, lotaringiaiak és egyéb nemzetiségűek is voltak; Aacheni Albert a „frankok” helyett sokszor a „gallok” vagy a „zarándokok” (peregrini) megnevezést használja ugyanebben az értelemben. A török népek közötti hatalmi viszonyokkal, vezetőik nevével kapcsolatban jobban informált a többi latin krónikásnál. Klerikus mivolta ellenére kevésszer idéz a Bibliából, és a kortárs történetíróktól eltérően nem von párhuzamokat a keresztes hadjárat eseményei, résztvevői és a biblikus események, szereplők között. Egyes frázisok alapján ismerhette Ovidiust és Vergiliust, de csataleírásai nem támaszkodnak az ókori klasszikus költeményekre. Bouillon Gottfried jeruzsálemi fejedelemmé választásától eltekintve a korban kedvelt narratív elemek, a mennyei látomások és jövendölések nem töltenek be lényeges szerepet elbeszélésében. A kalandos epizódok, az ütközetek mozgalmas leírása miatt a Historia Hierosolymitanát Thomas Andrew Archer viktoriánus történész a történelmi regények előfutárának, mások romantikusnak és epikusnak, Ernest Baker politológus „valódi sagának” tartotta.
A krónika a saját korában mérsékelten volt ismert: a népszerűbb 1–6. könyv alapul szolgált a keresztes háborúk későbbi történetíróinak, például Türoszi Vilmosnak, és Párizsi Gilónak, aki az első keresztes hadjáratot költeményben elmesélő Historia de via Hierosolymitanához használta fel, a 7–12. könyv azonban nem került bele a köztudatba. A 19. században feltámadt az érdeklődés a krónika iránt, azonban Heinrich von Sybel forráskritikai észrevételei nyomán a történészek sokáig nem tekintették megbízhatónak; értékelése a 20. század második felében kezdett megváltozni annak köszönhetően, hogy Aacheni Albert egyedi látásmóddal tudósított az eseményekről.